# Naharija
Naharija (héberül: נַהֲרִיָּה, nyugati átírással Nahariya) Izrael tengerpartjának legészakibb városa, a libanoni határ közelében, Akkótól kb. 8 km-re északra. Lakossága kb. 54 ezer fő.
1935-ben a náci Németországból menekülő zsidók alapították. Nevét a várost átszelő folyóról kapta (Nahar = folyó). 
Lakói kezdetben csak mezőgazdasággal foglalkoztak, ma már lendületesen fejlődik. 1962 óta város, ipara, kereskedelme és idegenforgalma is jelentős.
A város építése során egy kánaáni templom romjai kerültek elő Astarté szobrokkal és füstölő edényekkel, továbbá a város mellett egy 3400 éves bronzkori citadella romjait tárták fel.

## Fordítás
- Ez a szócikk részben vagy egészben  a   Nahariya című angol Wikipédia-szócikk fordításán alapul.  Az eredeti cikk szerkesztőit annak laptörténete sorolja fel. Ez a jelzés csupán a megfogalmazás eredetét és a szerzői jogokat jelzi, nem szolgál a cikkben szereplő információk forrásmegjelöléseként.